# Macledium
Macledium je rod glavočika smješten u tribus Dicomeae, potporodica Dicomoideae. Postoji 18  vrsta, jedna sa Sokotre, ostale južne tropske i Južne Afrike.

## Vrste
1. Macledium anmadochrissum (Lawalrée) S. Ortiz
2. Macledium auriculatum (Hutch. & B.L.Burtt) S.Ortiz
3. Macledium canum (Balf. fil.) S. Ortiz
4. Macledium ellipticum (G. V. Pope) S. Ortiz
5. Macledium gossweileri (S. Moore) S. Ortiz
6. Macledium grandidieri (Drake) S. Ortiz
7. Macledium humile (Lawalrée) S. Ortiz
8. Macledium kirkii (Harv.) S. Ortiz
9. Macledium nanum (Welw. ex Hiern) S. Ortiz
10. Macledium oblongum (Lawalrée & Mvukiy.) S. Ortiz
11. Macledium plantaginifolium (O. Hoffm.) S. Ortiz
12. Macledium poggei (O. Hoffm.) S. Ortiz
13. Macledium pretoriense (C. A. Sm.) S. Ortiz
14. Macledium relhanioides (Less.) S. Ortiz
15. Macledium sessiliflorum (Harv.) S. Ortiz
16. Macledium speciosum (DC.) S. Ortiz
17. Macledium spinosum (L.) S. Ortiz
18. Macledium zeyheri (Sond.) S. Ortiz